# Pane di cena
Il pane di cena (o panino di cena) è un tipo di pane dolce prodotto tipicamente nella Sicilia orientale, e in particolar modo a Messina, legato per tradizione ai rituali tipici del Giovedì santo, ma ormai comunemente prodotto durante tutto l'anno.

## Ricetta
Gli ingredienti con cui più comunemente si prepara il pane di cena sono:
- 1 kg di farina;
- 200 gr di zucchero;
- 150 gr di strutto;
- 1 cubetto di lievito di birra;
- 250 gr di lievito di pane;
- Acqua, Cannella, chiodi di garofano, semi di sesamo QB.